# ترانكويلينو غارسيتي
ترانكويلينو غارسيتي (بالإسبانية: Tranquilino Garcete)‏ (1907 – تاريخ الوفاة غير معلوم) لاعب كرة قدم باراغواياني راحل كان يجيد اللعب في خط الوسط .
لعب طوال مسيرته الرياضية في نادي ليبيرتاد . شارك مع منتخب الباراغواي في بطولة كأس العالم 1930 في الأوروغواي .

## روابط خارجية
- ترانكويلينو غارسيتي على موقع الاتحاد الدولي (مؤرشف)  (الإنجليزية)
- ترانكويلينو غارسيتي على موقع قاعدة بيانات كرة القدم.إي يو (الإنجليزية)
- ترانكويلينو غارسيتي على موقع ناشيونال فوتبول تيمز (الإنجليزية)
- ترانكويلينو غارسيتي على موقع Soccerway.com (الإنجليزية)
- ترانكويلينو غارسيتي على موقع عالم كرة القدم.نت (الإنجليزية)